# Amos Frimpong
Amos Frimpong (Kumasi, 18 de noviembre de 1991) es un futbolista ghanés que juega en la demarcación de lateral derecho para el Club Industriel de Kamsar de la Campeonato Nacional de Guinea.

## Selección nacional
Hizo su debut con la selección de fútbol de Ghana en un partido de clasificación para el Campeonato Africano de Naciones de 2018 contra Burkina Faso que finalizó con un resultado de empate a dos tras los goles de Mohamed Sydney Sylla y Ilasse Sawadogo para Burkina Faso, y de Gideon Waja y Sadick Adams para Ghana.

## Clubes
| Club                       | País   | Año       | Partidos | Goles |
| -------------------------- | ------ | --------- | -------- | ----- |
| BA Stars FC                | Ghana  | 2010-2011 |          |       |
| Asante Kotoko SC           | Ghana  | 2011-2019 | 94       | 10    |
| AS Kaloum Star             | Guinea | 2019-2021 |          |       |
| Techiman Eleven Wonders FC | Ghana  | 2021      | 16       | 1     |
| Club Industriel de Kamsar  | Guinea | 2021-     | 1        | 0     |